# Pristomyrmex umbripennis
Pristomyrmex umbripennis är en myrart som först beskrevs av Smith 1863.  Pristomyrmex umbripennis ingår i släktet Pristomyrmex och familjen myror. Inga underarter finns listade i Catalogue of Life.

## Bildgalleri

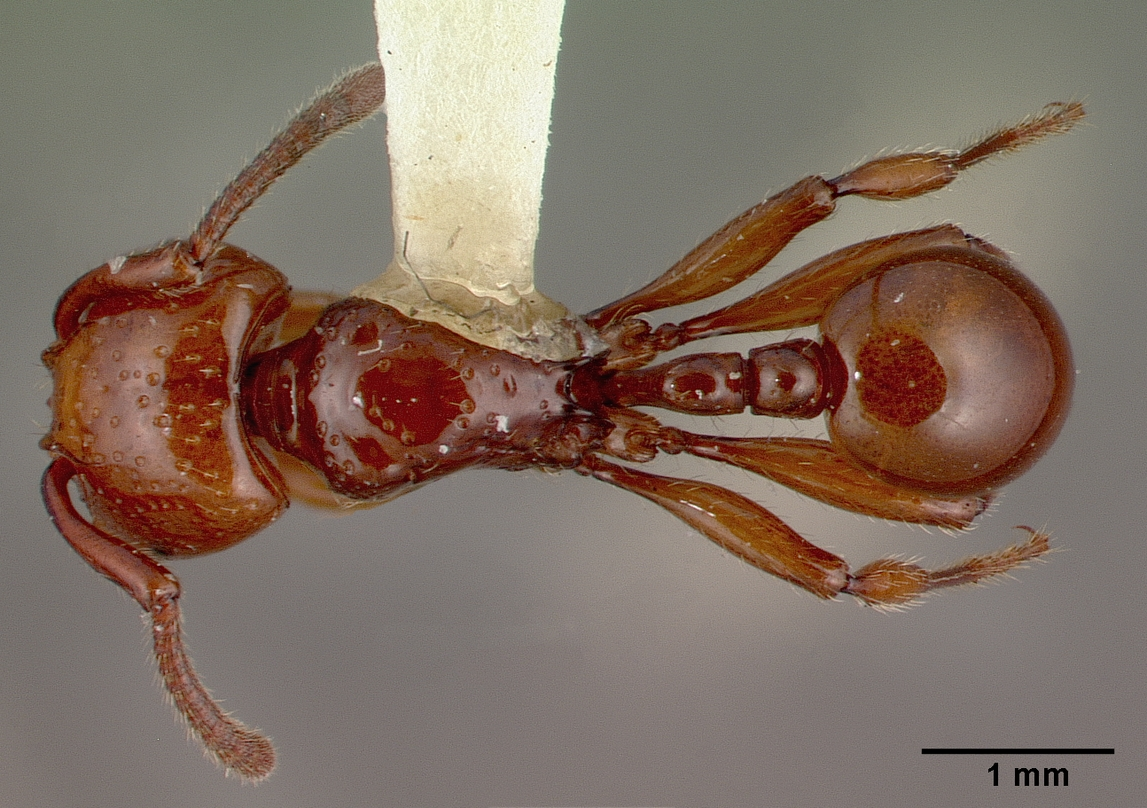
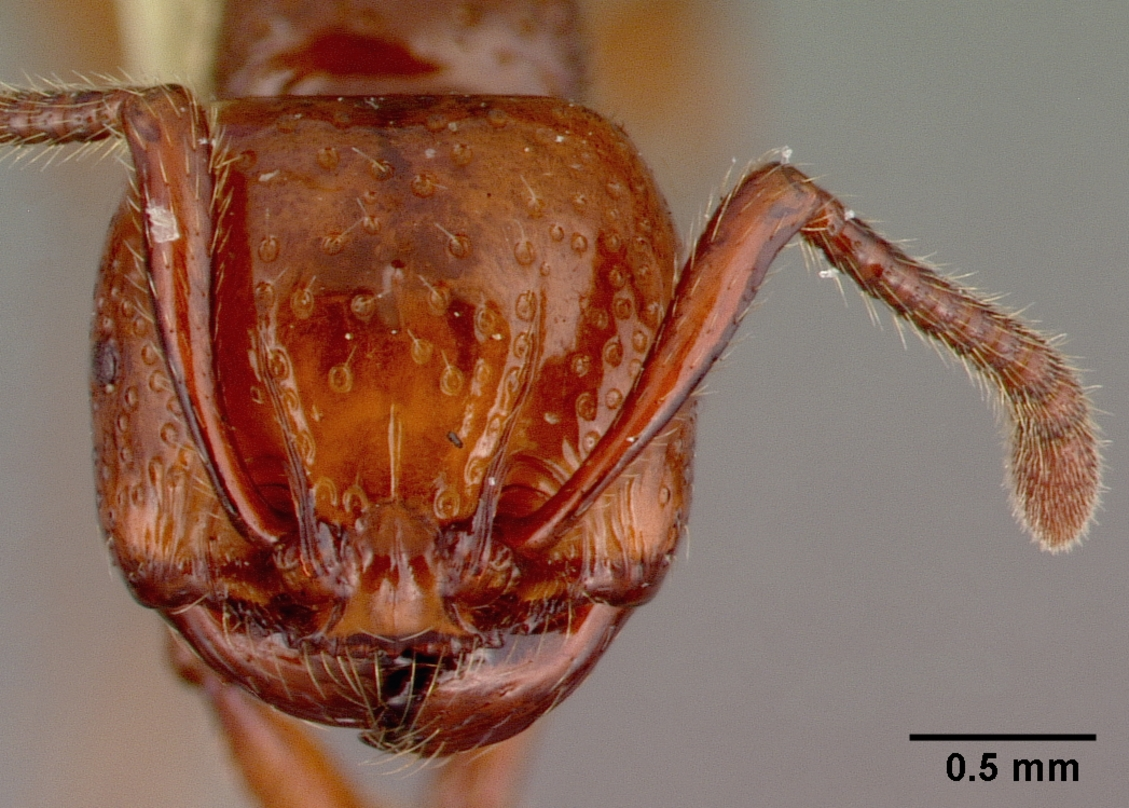
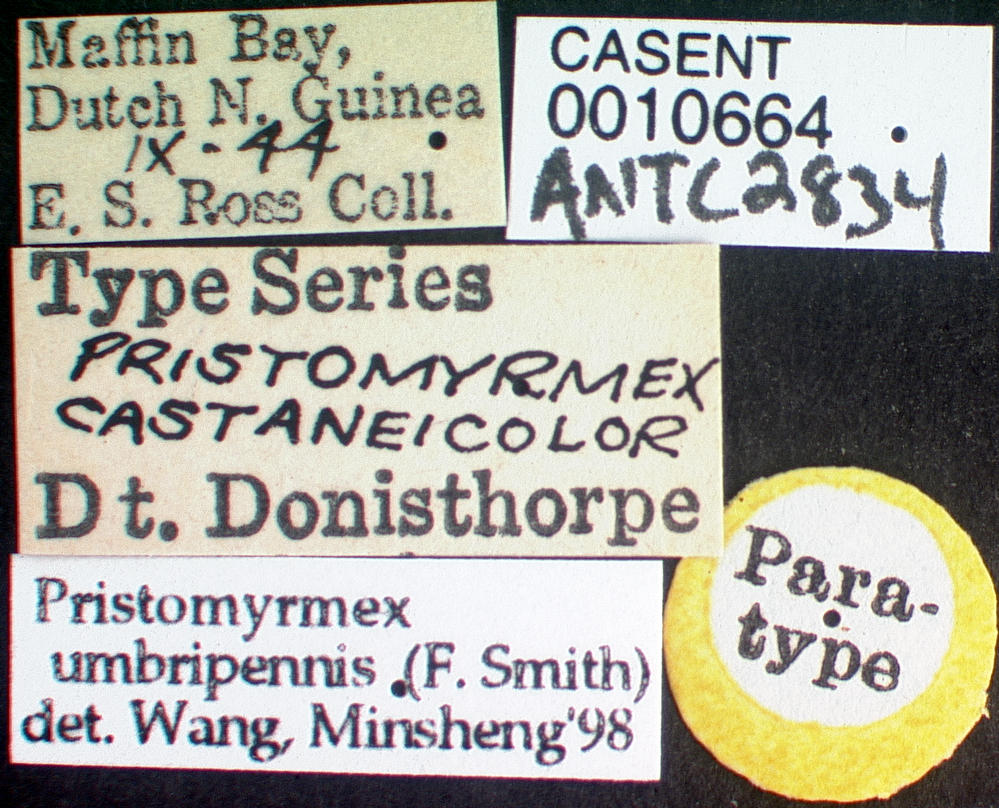
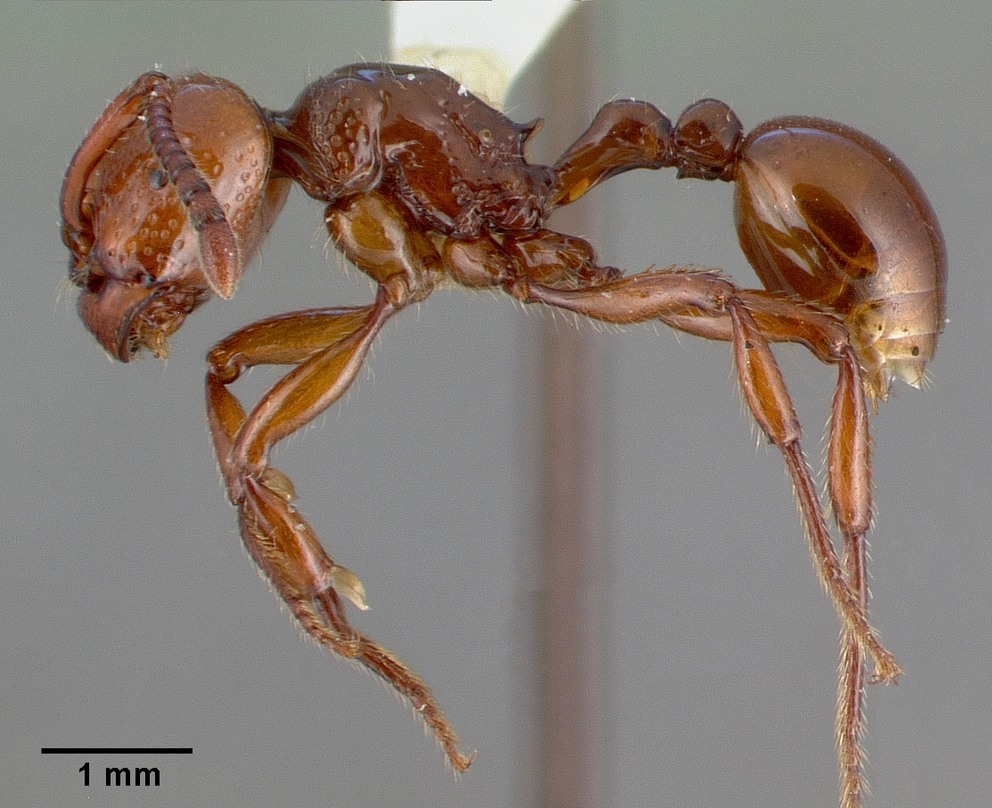
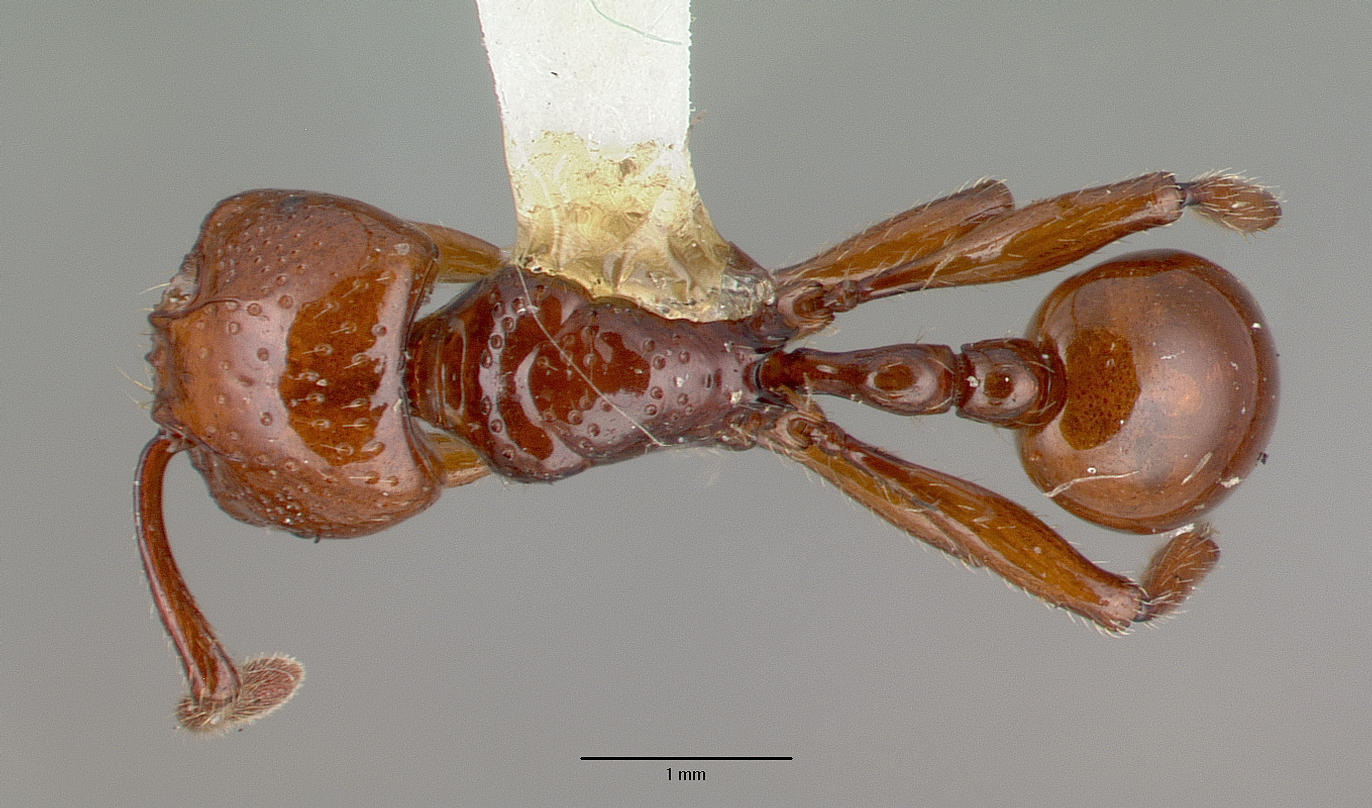
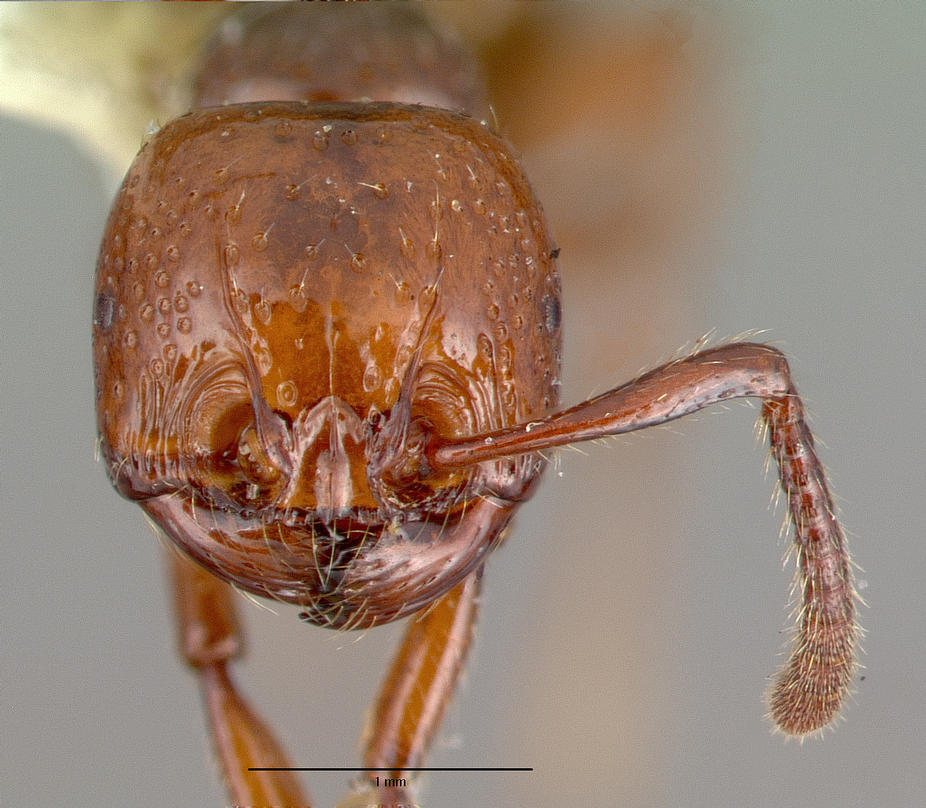